# Medina (Ohio)
Medina város az USA Ohio államában. Lakosainak száma 26 094 fő (2020. április 1.).

## Népesség
A település népességének változása:

| 2010 | 26 678 |
| 2020 | 26 094 |